# 卓儼明
卓儼明（？—945年7月4日），又作卓巖明，本名卓偃巳，法号体明，五代十國閩國人。本為雪峰寺（一说神光寺）的高僧，有数千徒众。
後晉開運二年三月初二·戊戌（945年4月16日）傍晚，原闽国元从指挥使李仁達与镇遏使黄仁讽、著作郎陈继珣合谋，发动兵变，殺死闽帝王延政派驻福州的侄子、都督南都内外诸军事王繼昌和统军使吴成义。李仁达想獨自控制福州，又怕人心不服。而体明一向被眾人所敬重，於是李仁达借口其為“重瞳子（有兩個瞳孔），手垂過膝，真天子也”，於次日、三月初三·己亥（945年4月17日）在福州擁立他為皇帝，但同时使用后晋年号，称“天福十年”，并派使者前往后晋表示臣服。
体明称帝后，恢复卓姓，改名俨明。派人把父親从莆田接来，尊為太上皇。李仁达自称判六军诸卫事，命黄仁讽屯兵福州城西门，陈继珣屯兵福州城北门。
王延政得知卓儼明稱帝后，杀死黄仁讽全家，派统军使張漢真率領水軍五千人，會同泉漳兩州士兵，討伐卓儼明。四月，张汉真的部队抵达福州，攻打福州东关。黄仁讽听说其全家被杀，遂打开城门，奋力作战，大败闽军，俘虏张汉真，回城后将其斩杀。当时，卓儼明並無應對方法，只會在殿上「噴水灑豆」作法事而已。此后，李仁達派人诬告黄仁讽、陳繼珣谋反，以此为由将二人杀死。从此，李仁达独掌军权。
开运二年五月廿二·丁巳（945年7月4日），李仁達閱兵，邀卓俨明出席，派部下刺殺他，也殺死其父，李仁達自立為威武軍留後。